# Obiect Herbig–Haro

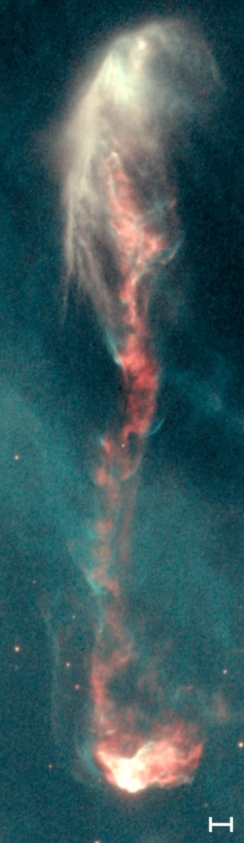
Obiectul Herbig-Haro HH47. Scala indicată reprezintă 1000 unități astronomice.

Obiectele Herbig–Haro (prescurtate de obicei cu HH) sunt nebuloase aflate în asociație cu stele formate recent. Aceste nebuloase au o viață foarte scurtă, de ordinul unor mii de anii, și se formează prin interacțiunea dintre gazul expulzat de steaua centrală și norii de material gazos și praful interstelar.